# Malkangiri (Distrikt)
Der Distrikt Malkangiri (Oriya ମାଲକାନଗିରି ଜିଲ୍ଲା Mālakānagiri Jillā) ist ein Distrikt im ostindischen Bundesstaat Odisha.
Der Distrikt liegt im Bergland der Ostghats im äußersten Südwesten von Odisha.
Verwaltungssitz ist die namensgebende Stadt Malkangiri. Die Fläche beträgt 5791 km².
Die Bevölkerungsdichte liegt bei 106 Einwohner/km².
Der Distrikt Malkangiri entstand am 2. Oktober 1992, als er vom damaligen Distrikt Koraput abgetrennt wurde.

## Bevölkerung
Im Distrikt lebten im Jahr 2011 613.192 Einwohner. Das Geschlechterverhältnis betrug 1020 Frauen auf 1000 Männer. Die Alphabetisierungsrate lag bei 48,54 % (59,07 % bei Männern, 38,28 % bei Frauen).
Der überwiegende Teil der Bevölkerung ist hinduistisch (97,88 %).

## Verwaltungsgliederung
Der Distrikt besteht aus einer Sub-Division: Malkangiri.
Zur Dezentralisierung der Verwaltung ist der Distrikt in 7 Blöcke unterteilt:
- Kalimela
- Khairput
- Korukonda
- Kudumulguma
- Malkangiri
- Mathili
- Podia

Des Weiteren gibt es 7 Tahasils:
- Chitrakonda
- Kalimela
- Khairput
- Kudumuluguma
- Malkangiri
- Mathili
- Motu

Im Distrikt befinden sich folgende ULBs: die Municipality Malkangiri sowie das Notified Area Council (NAC) Balimela.
Außerdem sind 108 Gram Panchayats im Distrikt vorhanden.